# 4 Persei
4 Persei (g Persei) é uma estrela na direção da Perseus. Possui uma ascensão reta de 02h 02m 18.07s e uma declinação de +54° 29′ 15.2″. Sua magnitude aparente é igual a 4.99. Considerando sua distância de 739 anos-luz em relação à Terra, sua magnitude absoluta é igual a −1.22. Pertence à classe espectral B8III.